# 黑鰭袋唇魚
黑鰭袋唇魚（学名：Balantiocheilos melanopterus），俗稱銀鯊，為輻鰭魚綱鯉形目鯉科的一個種。被IUCN列為瀕臨滅絕的物種。

## 分布
本魚分布於湄公河流域、湄南河流域、馬來半島、印尼蘇門答臘、婆羅洲的溪流，在部分地區數量已逐漸減少或滅絕。

## 特徵
本魚體色為金屬般的銀色，身上有錯落有致的閃亮鱗片。背鰭呈三角形，尾鰭呈深叉形，各鰭具有黑邊。體長可達30公分。

## 生態
本魚棲息淡水的溪流或湖泊中，屬雜食性，性情溫和，以浮游植物、小型甲殼動物等為食。

## 經濟利用
為重要的養殖魚類，可食用，另外也是具高經濟價值的觀賞魚，生性好動，能夠躍出無蓋的魚缸。